# Raión de Artik
El raión de Artik es uno de los cinco raiones que forman la provincia armenia de Shirak. Se encuentra al sureste de la provincia, con una población a fecha de 12 de octubre de 2011 de 54 065 habitantes.
Está formado por las siguientes localidades:
- Anushavan 2070
- Arevshat 1809
- Artik 19 534
- Geghanist 1,229
- Getap 797
- Harich 1535
- Haykasar 220
- Hayrenyats 856
- Horom 2032
- Hovtashen 294
- Lernakert 1412
- Lusakert 754
- Meghrashen 1435
- Mets Mantash 2550
- Nahapetavan 1040
- Nor Kyank 1701
- Panik 3157
- Pemzashen 3244
- Pokr Mantash 3040
- Saralanj 1181
- Saratak 1321
- Spandaryan 1662
- Tufashen 483
- Vardakar 709[1]